# Chu Yuan-Chih
Chu Yuan-Chih –en chino, 朱元志– (30 de octubre de 1987) es un deportista taiwanés que compitió en taekwondo. Ganó una medalla de plata en el Campeonato Asiático de Taekwondo de 2010 en la categoría de –63 kg.

## Palmarés internacional
| Representando a China Taipéi |                     |                  |           |
| Campeonato Asiático          |                     |                  |           |
| Año                          | Lugar               | Medalla          | Categoría |
| 2010                         | Astaná (Kazajistán) | Medalla de plata | –63 kg    |